# Diocesi di Cần Thơ
La diocesi di Cần Thơ (in latino Dioecesis Canthoënsis) è una sede della Chiesa cattolica in Vietnam suffraganea dell'arcidiocesi di Hô Chí Minh. Nel 2023 contava 190.549 battezzati su 5.308.914 abitanti. È retta dal vescovo Pierre Lê Tấn Lợi.

## Territorio
La diocesi si trova nel delta del Mekong e comprende la maggior parte della municipalità di Cần Thơ e le province vietnamite di Hau Giang, Soc Trang, Bac Lieu e Ca Mau.
Sede vescovile è la città di Cần Thơ, dove si trova la cattedrale del Sacro Cuore di Gesù.
Il territorio si estende su 14.023 km² ed è suddiviso in 149 parrocchie.

## Storia
Il vicariato apostolico di Cần Thơ fu eretto il 20 settembre 1955 con la bolla Quod Christus di papa Pio XII, ricavandone il territorio dal vicariato apostolico di Phnom-Penh.
Il 24 novembre 1960 il vicariato apostolico ha ceduto una porzione del suo territorio a vantaggio dell'erezione della diocesi di Long Xuyên e nel contempo è stato elevato a diocesi con la bolla Venerabilium Nostrorum di papa Giovanni XXIII.

## Cronotassi dei vescovi
Si omettono i periodi di sede vacante non superiori ai 2 anni o non storicamente accertati.
- Paul Nguyễn Văn Bình † (20 settembre 1955 - 24 novembre 1960 nominato arcivescovo di Saigon)
- Philippe Nguyễn Kim Điền, P.F.I.  † (24 novembre 1960 - 30 settembre 1964 nominato arcivescovo coadiutore di Huê[1])
- Jacques Nguyễn Ngọc Quang † (22 marzo 1965 - 20 giugno 1990 deceduto)
- Emmanuel Lê Phong Thuận † (20 giugno 1990 succeduto - 17 ottobre 2010 deceduto)
- Étienne Tri Bửu Thiên (17 ottobre 2010 succeduto - 1º gennaio 2025 dimesso)
- Pierre Lê Tấn Lợi, succeduto il 1º gennaio 2025

## Statistiche
La diocesi nel 2023 su una popolazione di 5.308.914 persone contava 190.549 battezzati, corrispondenti al 3,6% del totale.
| anno | popolazione | popolazione | popolazione | presbiteri | presbiteri | presbiteri | presbiteri                | diaconi | religiosi | religiosi | parrocchie |
| anno | battezzati  | totale      | %           | numero     | secolari   | regolari   | battezzati per presbitero | diaconi | uomini    | donne     | parrocchie |
| ---- | ----------- | ----------- | ----------- | ---------- | ---------- | ---------- | ------------------------- | ------- | --------- | --------- | ---------- |
| 1970 | 85.247      | 1.570.071   | 5,4         | 85         | 83         | 2          | 1.002                     |         | 35        | 229       | 47         |
| 1973 | 88.680      | 1.763.000   | 5,0         | 95         | 93         | 2          | 933                       |         | 25        | 330       | 22         |
| 1994 | 138.594     | 4.478.000   | 3,1         | 116        | 115        | 1          | 1.194                     |         | 2         | 369       | 119        |
| 2000 | 154.830     | 4.481.931   | 3,5         | 128        | 128        |            | 1.209                     |         | 1         | 379       | 132        |
| 2001 | 161.564     | 4.798.152   | 3,4         | 137        | 137        |            | 1.179                     |         |           | 377       | 133        |
| 2003 | 169.267     | 5.126.000   | 3,3         | 148        | 148        |            | 1.143                     |         | 4         | 697       | 128        |
| 2004 | 176.424     | 5.793.000   | 3,0         | 153        | 153        |            | 1.153                     |         |           | 695       | 131        |
| 2006 | 181.856     | 4.836.900   | 3,8         | 165        | 165        |            | 1.102                     |         |           | 698       | 131        |
| 2013 | 187.846     | 5.244.000   | 3,6         | 196        | 190        | 6          | 958                       |         | 6         | 416       | 147        |
| 2016 | 183.517     | 5.598.951   | 3,3         | 215        | 204        | 11         | 853                       |         | 12        | 509       | 148        |
| 2019 | 190.633     | 5.679.613   | 3,4         | 235        | 221        | 14         | 811                       |         | 31        | 591       | 149        |
| 2021 | 188.113     | 5.849.720   | 3,2         | 249        | 231        | 18         | 755                       |         | 33        | 561       | 150        |
| 2023 | 190.549     | 5.308.914   | 3,6         | 258        | 242        | 16         | 738                       |         | 22        | 575       | 149        |